# Kryjówka diabła
Kryjówka diabła (ang. Hideaway) – amerykański horror z 1995 roku w reżyserii Bretta Leonarda, oparty na podstawie powieści Przełęcz śmierci z 1992 roku autorstwa Deana Koontza. Wyprodukowany przez wytwórnię TriStar Pictures. Główne role w filmie zagrali Jeff Goldblum, Alicia Silverstone, Christine Lahti, Jeremy Sisto i Rae Dawn Chong.
Premiera filmu odbyła się 3 marca 1995 w Stanach Zjednoczonych.

## Fabuła
Po wypadku samochodowym Hatch Harrison (Jeff Goldblum) ma straszliwe wizje i koszmary senne. Mężczyzna widzi w nich mordercę i jego ofiary. Nikt mu nie wierzy, nawet jego żona Lindsey (Christine Lahti) zaczyna uważać go za obłąkanego. Niebawem Hatch uświadamia sobie, że kolejną ofiarą zabójcy ma być jego córka Regina (Alicia Silverstone).

## Obsada
- Jeff Goldblum jako Hatch Harrison
- Christine Lahti jako Lindsey Harrison
- Alicia Silverstone jako Regina Harrison
- Jeremy Sisto jako Vassago / Jeremy Nyebern
- Alfred Molina jako doktor Jonas Nyebern
- Rae Dawn Chong jako Rose Orwetto

## Produkcja
Zdjęcia do filmu kręcono w Britannia Beach w Kanadzie. Okres zdjęciowy trwał od 7 marca do 12 maja 1994 roku.

## Odbiór
Film Kryjówka diabła spotkał się z negatywną reakcją krytyków. W serwisie Rotten Tomatoes tylko 14% z czternastu recenzji filmu jest pozytywne (średnia ocen wyniosła 3,5 na 10).